# دانوب آبی (جنگ‌افزار هسته‌ای)

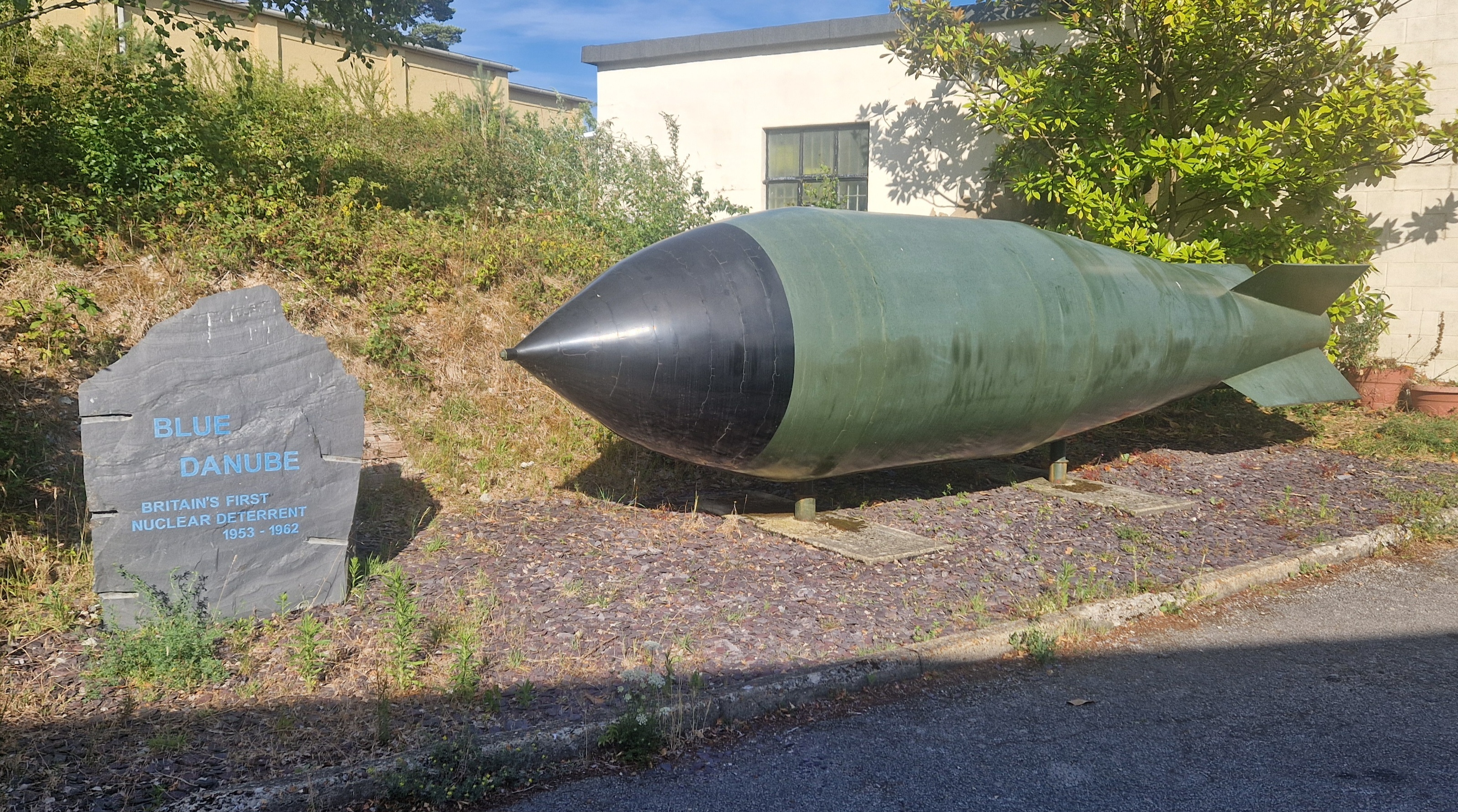
ماکتی از بمب هسته‌ای دانوب آبی در شهرک صنعتی گورس (محل سابق تأسیسات نیروی هوایی سلطنتی بارنهام در سافک)

دانوب آبی (به انگلیسی: Blue Danube) نخستین جنگ‌افزار هسته‌ای عملیاتی بریتانیا بود. این بمب همچنین با نام‌های مختلفی از جمله Smallboy و Mk.1 Atom Bomb و Special Bomb و OR.1001 شناخته می‌شد.
در ابتدا قرار بود بمب‌افکن‌های V از دانوب آبی به عنوان سلاح اصلی خود استفاده کنند. در آن زمان هنوز نخستین بمب هیدروژنی منفجر نشده بود و برنامه‌ریزان نظامی بریتانیا معتقد بودند که می‌توان با استفاده از بمب‌های اتمی با قدرت انفجاری مشابه بمب هیروشیما در یک جنگ اتمی شرکت کرد و پیروز شد. به همین دلیل، ذخایر برنامه‌ریزی‌شده برای به خدمت گرفتن حداکثر ۸۰۰ بمب با قدرت انفجاری ۱۰ تا ۱۲ کیلوتن در نظر گرفته شده بودند. محفظه‌های بمب بمب‌افکن‌های V برای حمل دانوب آبی، کوچک‌ترین بمب هسته‌ای که با توجه به فناوری آن زمان (۱۹۴۷) و در زمان تدوین برنامه‌هایشان، امکان ساخت آن وجود داشت، طراحی شده بودند.

## طراحی

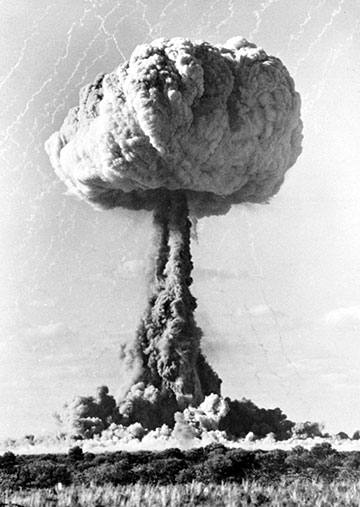
انفجار کلاهک هسته‌ای دانوب آبی (با نام رمز بوفالو R2/Marcoo، شلیک شده در ۴ اکتبر ۱۹۵۶) در جریان آزمایش‌های هسته‌ای بریتانیا در مارالینگا، استرالیا

طرح‌های اوّلیهٔ کلاهک هسته‌ای دانوب آبی بر اساس تحقیقات به دست آمده از عملیات گردباد بود. در این عملیات، اوّلین دستگاه شکافت هسته‌ای بریتانیا در سال ۱۹۵۲ در جزایر مونتبلو در غرب استرالیا آزمایش شد. با این حال، این دستگاه به عنوان سلاح، طراحی و به کار گرفته نشد. کلاهک واقعی جنگی دانوب آبی در عملیات بوفالو در پاییز ۱۹۵۶ در آزمایش‌های هسته‌ای Marcoo (سطحی) و Kite (پرتاب هوایی) در مارالینگای استرالیا توسط تیمی از دانشمندان استرالیایی، بریتانیایی و کانادایی مورد آزمایش قرار گرفت.
در طول آزمایش Kite در ۱۱ اکتبر ۱۹۵۶، یک ویکرز ولینت از اسکادران شماره ۴۹ نیروی هوایی سلطنتی بریتانیا به خلبانی تد فلاول، رهبر اسکادران، اوّلین هواپیمای بریتانیایی بود که یک بمب اتمی واقعی را رها کرد.
دانوب آبی یک پوشش بالستیک شکل به بسته فیزیکی موجود عملیات گردباد اضافه کرد که شامل چهار باله تاشو بود تا از خط سیر بالستیکی پایدار بمب از ارتفاع پرتاب برنامه‌ریزی‌شده ۵۰٬۰۰۰ فوتی اطمینان حاصل شود. دانوب آبی در ابتدا از هسته پلوتونیومی استفاده می‌کرد، امّا تمام نسخه‌های عملیاتی آن اصلاح شدند تا از هستهٔ مرکب پلوتونیوم/ اورانیوم-۲۳۵ (U-۲۳۵) استفاده کنند و همچنین نسخه‌ای نیز با هسته فقط اورانیوم آزمایش شد. مقامات نظامی بریتانیا اصرار داشتند تا این بمب قدرتی انفجاری بین ۱۰ تا ۱۲ کیلوتن داشته باشد؛ به دو دلیل: اوّل، به حداقل رساندن استفاده از مواد شکافت‌پذیر کمیاب و گران‌قیمت و دوم، به حداقل رساندن خطر پیش‌انفجار، پدیده‌ای که در آن زمان کمتر شناخته شده بود و دلیل اصلی استفاده از هستهٔ مرکب از پوسته‌های متحدالمرکز پلوتونیوم و اورانیوم ۲۳۵ نیز همین مورد بود. اگرچه برنامه‌های زیادی برای نسخه‌هایی با قدرت انفجاری بیشتر (حتی برخی تا ۴۰ کیلوتن) وجود داشت ولی هیچ‌کدام عمدتاً به دلیل کمبود مواد شکافت‌پذیر توسعه داده نشدند.

## به‌کارگیری و ذخیره‌سازی
اوّلین بمب دانوب آبی در نوامبر ۱۹۵۳ به پایگاه هوایی ویترینگ در بریتانیا تحویل داده شد، هر چند تا سال بعد هیچ هواپیمایی برای حمل آن مجهز نبود. بخش شماره پرواز ۱۳۲۱ نیروی هوایی سلطنتی بریتانیا (RAF) در آوریل ۱۹۵۴ در پایگاه هوایی ویترینگ به عنوان یک واحد از بمب‌افکن‌های ویکرز ولینت تأسیس شد تا فرایند به‌کارگیری سلاح هسته‌ای دانوب آبی را در نیروی هوایی سلطنتی یکپارچه‌سازی کند. بمب‌افکن‌های شورت اسپرین توانایی حمل دانوب آبی را داشتند و به همین دلیل، به عنوان گزینه‌ای جایگزین سفارش داده شده بودند؛ چراکه به اثبات رسیده بود بمب‌افکن‌های V برای حمل این بمب کارایی و موفقیتی ندارند.
آرشیوهای از طبقه‌بندی خارج‌شده نشان می‌دهند که ۵۸ بمب دانوب آبی قبل از تغییر خط تولید این بمب در سال ۱۹۵۸ به بمب هسته‌ای کوچک‌تر و قدرتمندتر ریش قرمز تولید شده بودند. بمب هسته‌ای ریش قرمز می‌توانست از هسته شکافت‌پذیر دانوب آبی استفاده کند و همچنین توسط هواپیماهای بسیار کوچک‌تری حمل شود. بعید به نظر می‌رسد که هر ۵۸ بمب دانوب آبی همزمان عملیاتی بوده باشند. این بمب هسته‌ای در سال ۱۹۶۲ بازنشسته شد.
تأسیسات ذخیره‌سازی این بمب در پایگاه نیروی هوایی سلطنتی بارنهام در سافک و پایگاه نیروی هوایی سلطنتی فالدینگ‌ورث در لینکلن‌شر ساخته شده بود. این مکان‌ها به‌طور خاص برای ذخیره‌سازی اجزای بمب در ساختمان‌های کوچکی به نام «آشیانه» ساخته شده بودند و عناصر انفجاری بالای بمب‌های دانوب آبی در انبارهایی اختصاصی نگهداری می‌شدند. احتمالاً تأسیسات ذخیره‌سازی در سال ۱۹۶۳ بسته و در سال ۱۹۶۶ برای فروش گذاشته شدند و سایت بارنهام نیز به یک شهرک صنعتی تبدیل شد.

## مشکلات
مشکل عمدهٔ بمب هسته‌ای دانوب آبی استفاده از باتری‌های سربی-اسیدی غیرقابل اعتماد آن برای تأمین الکتریسیته برای مدارهای شلیک و ارتفاع‌سنج‌های راداری بود. سلاح‌های هسته‌ای بعدی از ژنراتورهای توربینی رم-ایر یا باتری‌های حرارتی که قابل اطمینان‌تر بودند، استفاده کردند. دانوب آبی به عنوان سلاحی که بتواند در برابر شرایط سخت دوران خدمت مقاومت کند، طراحی نشده بود. این بمب فقط یک آزمایش بزرگ علمی بود که برای برآورده کردن الزامات نظامی، نیاز به طراحی دوباره داشت که در نتیجه، منجر به تولید بمب هسته‌ای ریش قرمز شد. همین موضوع در مورد سومین بمب اتمی ایالات متحده آمریکا موسوم به مرد چاق که پس از جنگ جهانی دوم به سرعت تحت طراحی مجدد قرار گرفت نیز صدق می‌کند.